# Svartspetsad kotinga
Svartspetsad kotinga (Carpodectes hopkei) är en fågel i familjen kotingor inom ordningen tättingar. Den förekommer i fuktigt lågland från östra Panama till västra Colombia och nordvästra Ecuador. IUCN kategoriserar arten som livskraftig.